# Атаму Текена
Атаму Текена (1850—1892) — король Рапануи.

## Биография
Атаму Текена родился в 1850 году. Он был представителем клана Миру. Миссионеры обратили его в католичество. Атаму Текена не считался членом прямой ветви королевской семьи и не имел политической власти. Он женился на Ана Еве Хей, известной как «королева Ева», которая была одним из последних представителей рапануи, которые были татуированы традиционными способами. У них было шесть детей, включая их старшего сына Атаму «Ханго» Текена Хей.